# گور آقبالیان
گور آقبالیان (ارمنی: Գոռ Ագբալյան؛ زادهٔ ۲۵ آوریل ۱۹۹۷ در تالیش، مارتاکرت) بازیکن فوتبال در پست هافبک-مهاجم اهل ارمنستان است.

## باشگاهی
از باشگاه‌هایی که در آن بازی کرده‌است می‌توان به هراکس آلملو و گو اهد ایگلز اشاره کرد.

## تیم ملی
وی همچنین در تیم‌های ملی فوتبال زیر ۱۹ سال ارمنستان و زیر ۲۱ سال ارمنستان بازی کرده‌است.